# 梅亦
梅亦（1970年4月—），女，汉族，江西南昌人，中华人民共和国政治人物。江西工业大学食品工程专业毕业，工商管理硕士学位，副教授。

## 生平
1987年9月，在江西工业大学食品工程专业学习。1991年7月，在江西工业大学团委工作。1993年5月起，历任南昌大学团委宣传部副部长、部长、副书记（期间：1999年6月至2001年10月，挂职锻炼任江西省横峰县科技副县长）。2002年1月，任南昌大学科学文化活动中心主任、文化艺术教学部副主任。2003年4月，任共青团江西省委副书记、党组成员，省青联副主席、省少工委主任。
2011年8月，任中共景德镇市委常委、市纪委书记。2014年5月，任中共景德镇市委副书记、市委党校校长。2016年5月，任中共景德镇市委副书记、市长候选人，6月当选为市长。
2018年2月24日，当选为第十三届全国人大代表。2018年11月，任江西省医疗保障局局长。2022年5月，调任江西省文化和旅游厅党组书记、厅长。